# Velocitat supersònica

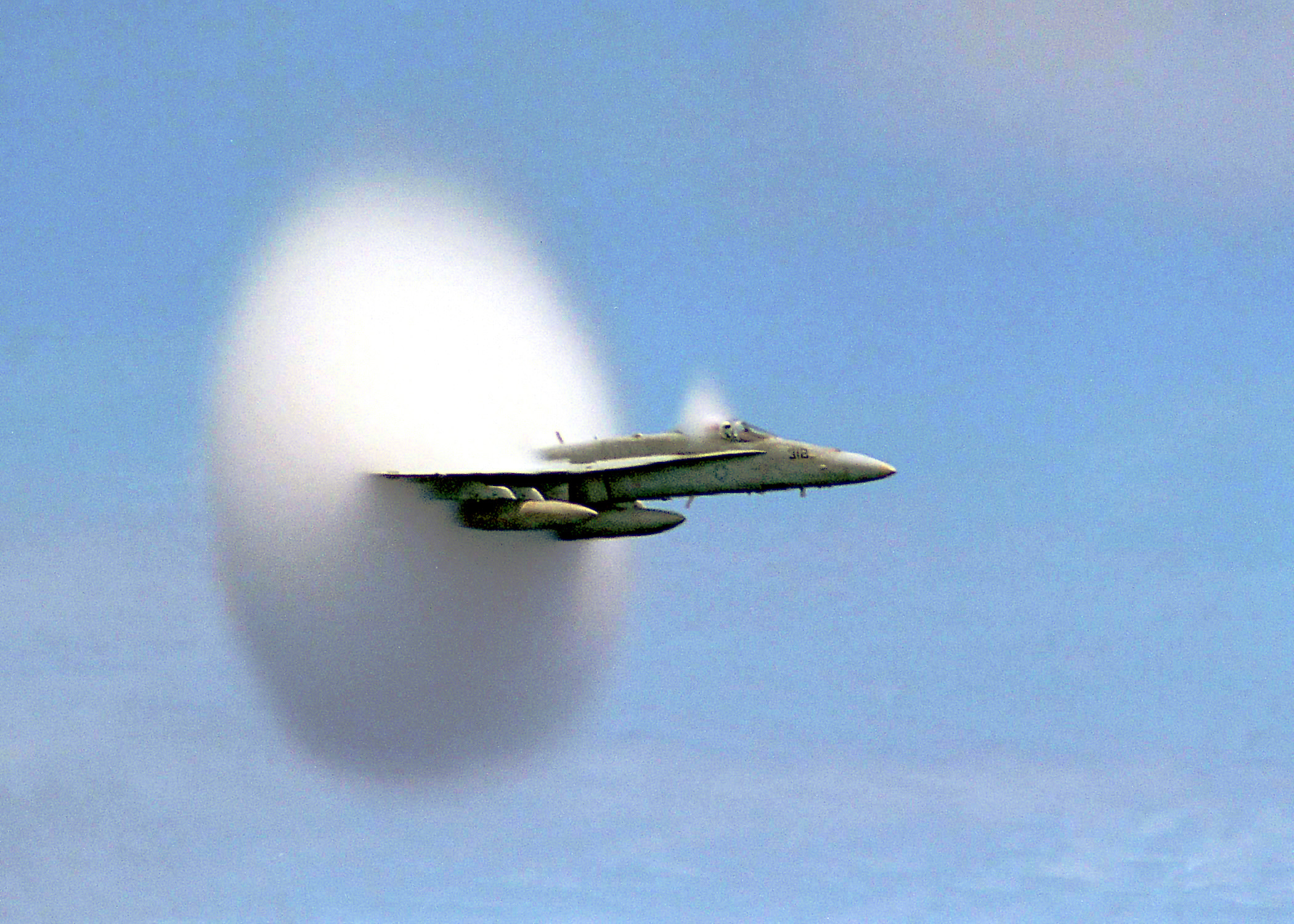
F/A-18 Hornet trencant la barrera del so (7 de juliol de 1999)

 Una velocitat és supersònica quan és major que la velocitat del so, és a dir, major que 1.225 km/h (a l'aire) al nivell del mar.
Molts avions de combat són supersònics, però hi ha hagut avions supersònics de passatgers, concretament el Tupolev Tu-144 i el Concorde. Tant aquests avions de passatgers com alguns caces moderns també són capaços de supercreuer, una condició de vol supersònic sostingut sense l'ús d'un postcremador. A causa de la seva capacitat de supercreuer durant diverses hores i la freqüència relativament alta de vol durant diverses dècades, el Concorde va passar més temps volant supersònicament que tots els altres avions combinats per un marge considerable. Des de l'últim vol de retirada del Concorde el 26 de novembre de 2003, no hi ha cap avió supersònic de passatgers en servei. Les velocitats majors a 5 vegades la velocitat del so són algunes vegades anomenades hipersòniques.
Un element aerodinàmic que apareix en el règim supersònic però que no es dona en velocitats subsòniques són les ones de xoc.